# Hexeretmis argo
Hexeretmis argo är en fjärilsart som beskrevs av Edward Meyrick 1929. Hexeretmis argo ingår i släktet Hexeretmis och familjen mångfliksmott, (Alucitidae). Inga underarter finns listade i Catalogue of Life.